# Cultura do cancelamento
A cultura do cancelamento é um fenômeno moderno segundo o qual uma pessoa ou um grupo é expulso(a) de uma posição de influência ou fama devido a atitudes consideradas questionáveis — seja online, no mundo real ou em ambos. É uma espécie de boicote em que uma entidade (p.ex., empresa) ou mais comumente um indivíduo, geralmente uma celebridade, que demonstrou uma postura questionável ou controversa, ou que no passado teve comportamento percebido como ofensivo nas redes sociais, é "cancelado(a)". Eles são ostracizados e afastados por ex-amigos, seguidores, apoiadores e adversários, levando a um grave prejuízo na carreira do indivíduo cancelado. Em caso de celebridades, sua base de fãs pode diminuir significativamente. A expressão "cultura de cancelamento" tem sobretudo conotações negativas e é normalmente usada em debates sobre liberdade de expressão e censura. O termo tornou-se popular entre o fim dos anos 2010 e o início dos anos 2020.

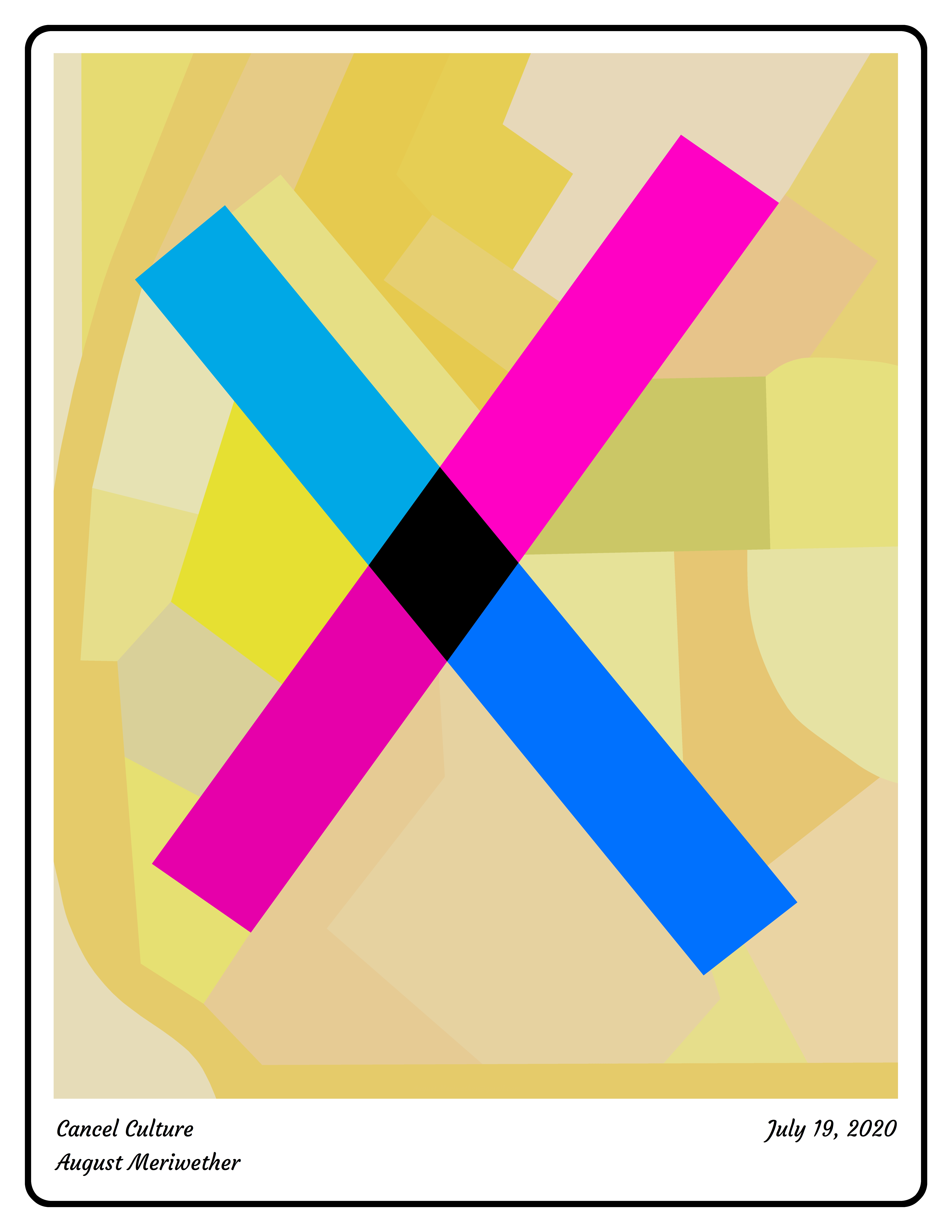
Cultura do cancelamento, arte abstrata de August Meriwether

É um tema polêmico sem definição clara, utilizado normalmente em discursos inflamatórios, com alta carga ideológica, muitas vezes com o objetivo de atacar outro grupo social ou político. Por isso, segundo algumas vozes, pode ser considerada como um "golpe" político: atacar uma suposta cultura do cancelamento é a reação desesperada de grupos reacionários que se veem prejudicados devido à reação a seus comportamentos considerados, por críticos, como sendo inadequados para a sociedade moderna.
Existem vários graus de cancelamento. Bill Cosby, R. Kelly, Harvey Weinstein e outros foram cancelados por motivos bem sérios, como agressão ou assédio sexual; abusadores não famosos e executivos de meios de comunicação predatórios também foram cancelados. Os meramente ofensivos, como Roseanne Barr, ou Shane Gillis estão algures mais abaixo na escala, perto dos provocadores, desinformados ou insensíveis, como Dave Chappelle, ou Scarlett Johansson. Na ponta inferior, o cancelamento consiste em algumas críticas suaves e inconsequentes. No YouTube, os vlogueiros cancelam-se uns aos outros e mesmo eles próprios regularmente, muitas vezes por queixas mesquinhas ou inventadas.

## Uma Carta sobre Justiça e Debate Aberto
A prática começou para defender causas progressistas como justiça social e preservação ambiental, mas atualmente é alvo de críticas tanto da direita como da esquerda. Em julho de 2020, um grupo de 153 figuras públicas progressistas, entre elas Noam Chomsky, Margaret Atwood, Salman Rushdie, Margaret Atwood, Gloria Steinem, Martin Amis e J.K. Rowling, publicaram na Harper's Magazine um carta intitulada "A Letter on Justice and Open Debate" (Uma Carta sobre Justiça e Debate Aberto) apresentando argumentos contra "uma intolerância de pontos de vista opostos, uma moda de humilhação pública e ostracismo, e a tendência para dissolver questões políticas complexas numa cega certeza moral". A carta observa os efeitos da cultura do cancelamento nos meios acadêmicos: "Editores são demitidos por publicarem peças controversas; livros são retirados por alegada inautenticidade; jornalistas são impedidos de escrever sobre certos tópicos; professores são investigados por citarem obras de literatura nas aulas; um investigador é demitido por fazer circular um estudo acadêmico revisto por pares; e líderes de organizações são expulsos por aquilo que por vezes são apenas erros desajeitados. Quaisquer que sejam os argumentos em torno de cada incidente em particular, o resultado tem sido a redução constante dos limites do que pode ser dito sem ameaça de represálias."
Uma carta de resposta ("A More Specific Letter on Justice and Open Debate") organizada pela professora Arionne Nettles foi assinada por mais de 160 pessoas, no meio acadêmico e no meio midiático, e criticou a carta de Harper's como um apelo para acabar com a cultura do cancelamento por profissionais de sucesso com grandes plataformas, mas para excluir outros que foram "cancelados durante gerações".

## Na cultura popular
Em 14 de julho de 2020 a jornalista Bari Weiss pediu demissão do jornal The New York Times, onde havia sido contratada para expor "os muitos tons do conservadorismo e muitos tons do liberalismo", alegando ser intimidada por seus colegas por defender valores conservadores. Segundo a jornalista, que se considera uma liberal centrista, alguns dos seus colegas a chamaram de nazista e racista por discordar de seus pontos de vista. Formada em jornalismo pela Universidade de Colúmbia, Bari Weiss deixou o cargo de editora de opinião do The New York Times, criticando o jornal americano por não a proteger do bulimento constante dos colegas. A sua saída teve grande repercussão na mídia americana e internacional.
Em novembro de 2021, o humorista John Cleese protestou contra a cultura do cancelamento ao colocar-se a si próprio na lista negra por causa de uma controvérsia acerca duma imitação de Hitler na Cambridge Union Society.

## Livros sobre o tema
Apesar de a imprensa tratar sobre a cultura do cancelamento em suas páginas, ainda são raros exemplos de uma literatura específica sobre o tema. Um dos livros bastante citado, a partir dos casos que enfrenta, é "Humilhado" (2015), do jornalista britânico Jon Ronson e já traduzido para o português. Também referenciais e ainda inéditos de uma publicação no Brasil são "Cancel Culture: The Latest Attack on Free Speech and Due Process" (2020) do advogado e escritor Alan Dershowitz, e "Cancel This Book: The Progressive Case Against Cancel Culture" (2021) de Dan Kovalik.
Em 2021, foi lançado "Cancelado – A Cultura do Cancelamento e o Prejulgamento nas Redes Sociais", dos escritores Marcelo Hugo da Rocha, advogado, e Fernando Elias José, psicólogo.